# Сейсмічність Хорватії
Територія Хорватії — характеризується підвищеною сейсмічністю.

## Загальна характеристика
Хорватія лежить в області Середземноморського геосинклінального поясу. Підвищена сейсмічна активність властива насамперед узбережжю країни. Узбережжя тягнеться вздовж Адріатичного моря і є одним з найпорізаніших у світі: тут налічується 1185 островів та острівців. Морські кордони Хорватії становлять 930 км. Великі гірські хребти в Хорватії виникли під впливом субдукції (пірнання) Африканської літосферної плити під Євразійську літосферну плиту. Третинний або альпійський орогенез підняв Динари, основний гірський хребет в Хорватії. Саме ця обставина викликає, окрім інтенсивної мікросейсмічної активності (1,0<M≤3,0), досить часті землетруси невеликої (3,0<M≤5,0) і середньої (5,0<M≤7,0) сили. Не виключаються й дуже сильні землетруси (M>7,0).

## Землетруси XXI століття

### 2021
8 червня, о 05:59 (за місцевим часом), у районі хорватського міста Шибеник стався сильно відчутний за (шкалою інтенсивності МSK-64) землетрус магнітудою 4,7 балів за (шкалою Ріхтера). За повідомленням місцевого видання Vecernji List, епіцентр землетрусу був за 13 км на південний схід від міста Шибеника, з гіпоцентром на глибині 10 км. Поштовхи також відчувалися в районі міст Спліта, Водиці, Синя та Задара.
6 жовтня, о 21:57 (за місцевим часом), у хорватській Далмації стався помірний (за шкалою інтенсивності МSK-64) землетрус магнітудою, за одними даними, 5,1 балів (за шкалою Ріхтера) і 4,6 балів — за іншими. Епіцентр землетрусу перебував за 39 км на північний схід від міста Спліта та за 19 км на південний захід від Лівно в Боснії і Герцеговині, з гіпоцентром на глибині —  5 км. Поштовхи відчувалися у Спліті, Макарській, Шибенику, на Хварі, в інших містах регіону, та в районах Боснії і Герцеговини поблизу кордону з хорватською Далмацією.

### 2023
16 лютого, у Хорватії стався помірний (за шкалою інтенсивності МSK-64) землетрус магнітудою 5,3 балів (за шкалою Ріхтера). За повідомленням Європейського середземноморського сейсмологічного центру (EMSC), епіцентр землетрусу знаходився за 36 км від міста Рієки та за 14 км від міста Цриквениці з відповідним гіпоцентром на глибині 10 км.

### 2025
11 лютого, о 19:43:03 (за київським часом), як повідомив Головний центр спеціального контролю ДКАУ, в Хорватії стався сильно відчутний (за шкалою інтенсивності МSK-64) землетрус магнітудою 4,7 балів (за шкалою Ріхтера).